# Upgrade
Bij computers is een upgrade het vervangen van oude hardware of software door modernere hardware of software om een systeem weer up-to-date te maken.
Het upgraden (opwaarderen, toepassen van een upgrade) van software kan verschillende redenen hebben:
- De nieuwere versie heeft meer mogelijkheden
- De nieuwere versie is efficiënter
- De oudere versie heeft beveiligingsproblemen of andere bugs, die opgelost zijn in een latere versie
- Op oudere versies wordt vaak geen ondersteuning (support) meer verleend

Er kunnen ook redenen zijn om juist niet te upgraden, bijvoorbeeld:
- De oude versie draait al lang goed en stabiel
- De nieuwe versie heeft een andere bediening nodig en de gebruiker wil deze niet leren
- De nieuwere versie vereist hardware die (nog) niet voorhanden is

## Verschil update en upgrade
Bij software spreekt men van twee termen met een net iets andere betekenis.
- Upgrade: een applicatie wordt vernieuwd. De nieuwe versie is een verzameling updates, maar ook mogelijk is een nieuwe user interface. Het versienummer verandert bijvoorbeeld van versie 1.0 naar versie 2.0.
- (Minor) update: een applicatie wordt vernieuwd. Kleine foutjes worden bijgewerkt. Het programma is vaak maar op één of enkele plaatsen gewijzigd. Het versienummer verandert bijvoorbeeld van 2.0 naar 2.1.

## Downgrade
Als men terugvalt op een oudere versie wordt dat een rollback of downgrade genoemd.

Fases: Alfaversie · Bètaversie · Release candidate (RC) · Release to manufacture (RTM) · Stabiele versie · Onderhoudsversie (legacy)
Begrippen: Upgrade · Update · Patch · Service pack